# 阿迪奥斯
阿迪奥斯（西班牙語：Adiós）是西班牙纳瓦拉的一个市镇。总面积8平方公里，总人口138人（2001年），人口密度17人/平方公里。